# Jan Sezima z Rochova
Jan Sezima z Rochova (kolem 1370–1450 Polná) byl český zeman a mecenáš.

## Život
Do Polné přišel během husitských válek hledat ochranu Hynka Ptáčka z Piršktejna. Do jeho majetku patřily osady Janovice a Skrýšov, které dostal v roce 1426 náhradou za své zabrané statky radikálními husity. V Polné vlastnil spolu s manželkou Kateřinou z Močovic dům na Rosmarku (dnešní Sezimovo náměstí). Listinou z roku 1428 odpustil většinu robotnických povinností jak Janovicím, tak Skrýšovu. V roce 1444 jej Hynek Ptáček z Pirkštejna jmenoval správcem jmění jeho nezletilé dcery Žofie Ptáčkovny.
V roce 1447 založil ve svém polenském domě špitál pro 12 chudých a přestárlých, k tomu vytvořil pro tento útulek nadaci, do které zahrnul obě obce (Janovice i Skrýšov). V roce 1448 nechal postavit vedle nemocnice kostel sv. Anny. Sezimův špitál byl všude po 500 let respektován, zrušen byl až v roce 1948 na příkaz ONV Havlíčkův Brod.
V polenském špitále měl jako Jan Sezima z Rochova, tak jeho manželka Kateřina strávit zbytek života a stali se tak prvními stálými chovanci ústavu.
Často se neprávně uvádí jméno Jan Sozima z Rouchova.